# Carlos Santanatalia
Carlos Santanatalia (* 23. Februar 1988 in Jaca) ist ein spanischer Eishockeyspieler, der seit 2011 beim CH Gasteiz in der spanischen Superliga unter Vertrag steht.

## Karriere
Carlos Santanatalia begann seine Karriere als Eishockeyspieler in der Nachwuchsabteilung des CH Jaca, für dessen erste Mannschaft er in der Saison 2004/05 sein Debüt in der Spanischen Superliga gab, und mit dem er in seinem Rookiejahr auf Anhieb Spanischer Meister wurde. Zudem gewann der Angreifer mit Jaca 2006 den Spanischen Pokal. 2009 beendete er vorübergehend seine Karriere. Im Sommer 2011 schloss er sich dem CH Gasteiz an, bei dem er seine Laufbahn fortsetzte.

### International
Für Spanien nahm Santanatalia im Juniorenbereich an den U18-Junioren-C-Weltmeisterschaften 2004, 2005 und 2006 sowie den U20-Junioren-C-Weltmeisterschaften 2005, 2006, 2007 und 2008 teil. Des Weiteren stand er im Aufgebot seines Landes bei der C-Weltmeisterschaft 2008.

## Erfolge und Auszeichnungen
- 2005 Spanischer Meister mit dem CH Jaca
- 2006 Spanischer Pokalsieger mit dem CH Jaca